# لسانيات شكلية
اللسانيات الشكلية (بالإنجليزية: Formal linguistics) هي فرع من اللسانيات تستخدم الأساليب الرياضية التطبيقية لتحليل اللغات الطبيعية. تتضمن هذه الطرق اللغات الشكلية والنحو الشكلي والتعبيرات المنطقية من الدرجة الأولى. تُشكل اللسانيات الشكلية أيضًا أساس اللسانيات الحاسوبية. منذ ثمانينيات القرن العشرين، يُستخدم هذا المصطلح غالبًا للإشارة إلى اللسانيات التشومسكية.

## المقاربات

### سيميائيا
تم تقديم طرق اللسانيات الشكلية من قبل السيميائيين مثل تشارلز بيرس ولويس هيلمسليف. بناء على عمل ديفيد هيلبرت ورودولف كارناب، اقترح هيلمسليف استخدام القواعد النحوية الشكلية لتحليل وتوليد وشرح اللغة في كتابه "مقدمة في نظرية اللغة" (Prolegomena to a Theory of Language) الصادر سنة 1943. ومن وجهة النظر هذه، تعتبر اللغة ناشئة عن علاقة رياضية بين المعنى والشكل.
تم تطوير الوصف الشكلي للغة بشكل أكبر من قبل لسانيين مثل جون روبرت فيرث وسيمون سي ديك ‏، مما أدى إلى ظهور الأطر النحوية الحديثة مثل اللسانيات الوظيفية النظامية وقواعد الخطاب الوظيفي. تم تطوير الطرق الحسابية من خلال الوصف التوليدي الوظيفي للإطار من بين أمور أخرى.
نظرية النحو الاعتمادي ‏، التي أنشأها البنيوي الفرنسي لوسيان تسنيير ‏، تم استخدامها على نطاق واسع في معالجة اللغة الطبيعية.

### نفسيا
تم رفض النماذج التحليلية القائمة على السيميائية والتداولية الخطابية من قبل مدرسة بلومفيلد للسانيات التي التزمت بمفهوم فيلهلم فونت النفسي لوضع المفعول به في عبارة الفعل. تم بناء الشكليات القائمة على هذه الاتفاقية في الخمسينيات بواسطة زليج هاريس وتشارلز هوكيت. أدى هذا إلى ظهور النحو التوليدي الحديث. وقد اقترح أن علاقات التبعية ناتجة عن طفرة عشوائية في الجينوم البشري.
تُستخدم اليوم النماذج التوليدية للسانيات الشكلية، مثل القواعد التركيبية الموجهة بالرؤوس ‏ (HPSG)، على نطاق واسع اليوم في معالجة اللغات الطبيعية.